# 安妮塔·诺尔
安妮塔·诺尔（英語：Anita Nall，1976年7月21日—），美国女子游泳运动员，主攻蛙泳。她曾代表美国参加1992年夏季奥林匹克运动会游泳比赛，获得一枚金牌、一枚银牌和一枚铜牌。